# ジョーダン・ペイン
ジョーダン・ペイン（Amanaki Savieti、1993年3月25日 - ）は、ニュージーランド出身のラグビー選手。

## プロフィール
- ポジションはセンター(CTB)。
- 身長 187cm、体重 98kg
- ニックネームはJP。

## 略歴
セイクリッドハート高校、チーフス、ワイカトを経て、2016年、NECグリーンロケッツに加入。同年9月2日に行われたジャパンラグビートップリーグ第2節の東芝ブレイブルーパス戦に先発出場で日本での公式戦初出場を果たす。
2018年、NECグリーンロケッツを退団した。